# Их знали только в лицо
«Их зна́ли то́лько в лицо́» — советский фильм режиссёра Антона Тимонишина, экранизация повести Эдуарда Ростовцева «Час испытаний». Основан на реальных событиях и посвящён подвигу советских разведчиков, действовавших в оккупированной Одессе в годы Великой Отечественной войны.
В этой картине сыграла свою первую большую роль в кино Ирина Мирошниченко[значимость факта?].

## Сюжет
На оккупированной немецко-фашистскими захватчиками территории в одном из портов гремят взрывы. Для расследования этих ЧП прибывает старый и опытный военачальник, вице-адмирал Рейнгардт (Владимир Емельянов). Вместе с начальником гестапо штандартенфюрером СС Хюбе (Юрий Волков) он принимает все меры для подавления активности партизан, производит облавы и аресты, но всё тщетно — диверсии под водой продолжаются. Для борьбы с подрывниками из Италии присылают отряд бойцов, имеющих опыт подводной войны.

## В ролях
| Актёр               | Роль                                                |
| ------------------- | --------------------------------------------------- |
| Ирина Мирошниченко  | Галина Алексеевна Ортынская                         |
| Александр Белявский | Сергей Павлович Кулагин-Виноградов                  |
| Юрий Волков         | начальник полиции безопасности штандартенфюрер Хюбе |
| Владимир Емельянов  | вице-адмирал Рейнгардт                              |
| Владимир Волчик     | Пауль Норте                                         |
| Сергей Голованов    | фон Гетц                                            |
| Елена Добронравова  | обер-лейтенант Вильма Мартинелли подруга Галины     |
| Анатолий Вербицкий  | капитан первого ранга князь Витторио дель Сарто     |
| Степан Крылов       | Леонид Борисович Гордеев                            |
| Марианна Стриженова | Адамова                                             |
| Генрих Осташевский  | владелец кофейни Николай Ярощук                     |
| Геннадий Воропаев   | Фарино                                              |
| Лесь Сердюк         | Беллависта                                          |
| Александр Мовчан    | Гвидо                                               |
| Юзеф Мироненко      | лейтенант Кауф                                      |
| Лаврентий Масоха    | директор театра Вадим Степанович Логунов            |
| Алексей Смирнов     | подпольщик Лев Бычков                               |
| Дмитрий Капка       | папаша с часами                                     |
| Игорь Шелюгин       | фон Регель                                          |
| Олег Комаров        | Плющев                                              |
| Валерий Панарин     | Альфо Прадо                                         |
| Борис Савченко      | Сандро                                              |
| Владимир Кисленко   | официант                                            |
| Пётр Масоха         | Логинов                                             |
| Эрвин Кнаусмюллер   | немецкий офицер                                     |

## Создатели картины
- Режиссёр: Антон Тимонишин
- Авторы сценария: Бела Юнгер, Игорь Луковский, Эдуард Ростовцев
- Оператор-постановщик: Вадим Верещак
- Художник-постановщик: Михаил Юферов
- Композитор: Игорь Шамо
- Редактор: Владимир Сосюра
- Звукооператор: Николай Медведев
- Монтажёр: Нехама Ратманская
- Художник по костюмам: Ольга Яблонская
- Директор фильма: Алексей Ярмольский[4]

## Прокат
Входит в список самых кассовых советских фильмов кинопроката 1967 года (под № 6). Только в СССР его посмотрели 43,8 млн зрителей за первый год демонстрации.

## Восприятие
В 1950-х — 1970-х годах советские военно-приключенческие и шпионские фильмы были очень популярны. Фильм «Их знали только в лицо» относится к их числу.
Удивительно, но благодаря дуэту двух ярких красавиц — Ирины Мирошниченко и Елены Добронравовой — этот фильм и сегодня обладает притягательным шармом…
Да и враги в этой ленте показаны неоднозначно — немцы попривычнее, а итальянцы даже с какой-то симпатией…
— киновед Александр Федоров, 2021

## Призы и награды
На I кинофестивале республик Закавказья и Украины в Тбилиси (1967) вручены дипломы:
- за лучший приключенческий фильм;
- за лучшую операторскую работу (Вадиму Верещаку).